# Arnold Bentlage
Arnold Bentlage (* 19. Dezember 1896 in Wierup; † 2. April 1969) war ein deutscher Marineoffizier der Kriegsmarine, zuletzt Kapitän zur See, und u. a. während des Zweiten Weltkriegs Führer der Minenschiffe, und Heimatforscher.

## Leben
Arnold Bentlage trat am 2. Oktober 1915 als Kriegsfreiwilliger in die Kaiserliche Marine ein und kam in diesem Monat in die II. Matrosen-Artillerie-Abteilung. Anschließend war er bis Februar 1916 zur Ausbildung auf dem Schulschiff Freya. Als Seekadett war er dann bis Juli 1916 auf der Oldenburg und belegte bis März 1917 unterschiedliche Ausbildungskurse. Als Fähnrich zur See kam er dann auf die Königsberg und wurde hier zum 13. Dezember 1917 zum Leutnant zur See ernannt. Von Dezember 1917 bis Oktober 1918 war er auf der Cöln. Anschließend war er bis Kriegsende Kommandant von T 99.
Am 1. Januar 1921 wurde er Oberleutnant zur See und wurde in die Reichsmarine übernommen. 1930/31 war er als Kapitänleutnant (Beförderung am 1. November 1928) auf der Hessen. Am 1. April 1935 wurde er zum Korvettenkapitän befördert.
1936 war er in der Kriegsmarine Referent für Torpedowesen an der Torpedoinspektion in Kiel und zugleich Leiter der Gasschutzschule. Von April 1939 bis Dezember 1939 war er als Referent im OKM. Als Fregattenkapitän, ab 1. März 1940 als Kapitän zur See, wurde er mit der Aufstellung im Januar 1940 Führer der Sonderverbände Ost. Unter dem Führer der Sonderverbände Ost (Swinemünde) wurden nun die Minenschiffe und U-Bootjäger der Ostsee zusammengefasst. Im August 1940 wurde im Zuge der Vorbereitung des Unternehmens Seelöwe die Dienststelle aufgelöst und das erste Mal der Führer der Minenschiffe eingerichtet, welcher nun alle Minenschiffe führte. Hierfür wurden alle Minenschiffe in den Nordseehäfen und den Kanalhäfen zusammengezogen. Bentlage wurde Führer der Minenschiffe und erhielt bis November 1940 einen 2. Führer der Minenschiffe, Kapitän zur See Walter Krastel, welcher auch die sogenannte Ostgruppe beim Führer der Minenschiffe führte. Er selbst führte die Westgruppe mit sieben Minenschiffen an den Standorten Ostende und Antwerpen. Als das Unternehmen Seelöwe im November 1940 aufgegeben wurde, erfolgte die Trennung der Minenschiffe. Eine neu eingerichtete Minenschiffgruppe Nord unter dem Kommando von Hans-Caspar von Schönermark übernahm ein Teil der Minenschiffe und Bentlage erhielt als Führer der Minenschiffe den anderen Teil unterstellt. Im Juli 1941 wurde der Führer der Minenschiffe, ebenso wie die Minenschiffgruppe Nord, aufgelöst und er wurde bis April 1942 Führer der neu eingerichteten Minenschiffgruppe West. Von Oktober 1941 bis November 1941 war er zusätzlich Kommandeur der 3. Sicherungs-Division. Im April 1942 wurden die beiden Minenschiffgruppen wieder zu einem Führer der Minenschiffe zusammengelegt und er wurde wieder Führer der Minenschiffe. Bereits im Mai 1942 übergab er das Kommando an Hans-Caspar von Schönermark und war dann bis Februar 1943 in Kommandeur der 5. Sicherungs-Division. Anschließend war er bis Kriegsende Chef des Stabes der Gas- und Luftschutzinspektion der Kriegsmarine und war von März 1943 bis Januar 1945 mit der Wahrnehmung der Geschäfte als Inspekteur bei der Gas- und Luftschutzinspektion der Kriegsmarine beauftragt. Im Februar 1946 wurde er aus der Kriegsgefangenschaft entlassen.
Am 29. April 1943 wurde er für die Führung der 5. Sicherungs-Division mit dem Deutschen Kreuz in Gold ausgezeichnet.
Nach dem Krieg engagierte er sich in der Heimatforschung und veröffentlichte u. a. in der Zeitschriftenbeilage Am heimatlichen Herd.

## Werke (Auswahl)
- Use olle, herrliche plettdütske Sproake. Begrüßungs- und Schlußworte am plattdeutschen Abend in Menslage. In: Am heimatlichen Herd, 04-1954, S. 258 ff.
- Segeln als Sport (1). In: Am heimatlichen Herd, 12-1957, S. 459 ff.
- Segeln als Sport (2). In: Am heimatlichen Herd, 01-1958, S. 462 ff.
- Pflege der plattdeutschen Sprache. In: Am heimatlichen Herd, 01-1969, S. 190.